# Musique
Musique je četvrti studijski album norveške gothic metal grupe Theatre of Tragedy. Album je 2. listopada 2000. godine objavila diskografska kuća Nuclear Blast. Naslov na naslovnici albuma, [ˈmjuːzɪk], predstavlja izgovor engleske riječi "music" ("glazba") transkribiran pomoću međunarodne fonetske abecede.

## O albumu
Musique je označio promjenu stila sastava iz gothic metal žanra s tekstovima pisanim ranim modernim engleskim jezikom u elektroničkiji stil s tekstovima pisanim suvremenim engleskim jezikom. Promjenu u glazbenom stilu skupine povezivalo se s odbacivanjem tradicionalnih gotičkih i nadnaravnih tematika pjesama i posvećivanju tekstovima baziranim na suvremenom životu, kao i tehnologiji ("Machine", "Radio"), noćnom životu ("Image", "The New Man") i uličnim borbama ("Crash/Concrete"). Skladba "Commute" sadrži stih "It's more fun to commute" ("Zabavnije je putovati s posla i nazad"), što upućuje na naziv Kraftwerkove skladbe "It's More Fun to Compute" ("Zabavnije je računati") s njegovog albuma Computer World, koja pak aludira na citat "It's more fun to compete" ("Zabavnije je natjecati se") koji se nalazio na starijim fliperima.

## Popis pjesama
| 1.    | »Machine«         | 4:14 |
| 2.    | »City of Light«   | 4:19 |
| 3.    | »Fragment«        | 4:00 |
| 4.    | »Musique«         | 3:29 |
| 5.    | »Commute«         | 5:25 |
| 6.    | »Radio«           | 3:39 |
| 7.    | »Image«           | 3:09 |
| 8.    | »Crash/Concrete«  | 3:21 |
| 9.    | »Retrospect«      | 4:03 |
| 10.   | »Reverie«         | 5:26 |
| 11.   | »Космическая эра« | 4:16 |
| 45:21 |                   |      |

| Bonus skladba s digipak inačice | Bonus skladba s digipak inačice | Bonus skladba s digipak inačice | Bonus skladba s digipak inačice | Bonus skladba s digipak inačice | Bonus skladba s digipak inačice | Bonus skladba s digipak inačice | Bonus skladba s digipak inačice | Bonus skladba s digipak inačice | Bonus skladba s digipak inačice |
| Br.                             | Skladba                         | Trajanje                        |                                 |                                 |                                 |                                 |                                 |                                 |                                 |
| ------------------------------- | ------------------------------- | ------------------------------- | ------------------------------- | ------------------------------- | ------------------------------- | ------------------------------- | ------------------------------- | ------------------------------- | ------------------------------- |
| 12.                             | »The New Man«                   | 3:21                            |                                 |                                 |                                 |                                 |                                 |                                 |                                 |
| 48:42                           |                                 |                                 |                                 |                                 |                                 |                                 |                                 |                                 |                                 |

## Recenzije
Jason Anderson, glazbeni kritičar sa stranice AllMusic, dodijelio je albumu tri od pet zvjezdica te je izjavio: "Tijekom 90-ih se dosta raspravljalo o goth metal potencijalu Theatre of Tragedyja te albumi grupe često nisu u potpunosti dostizali taj visoki standard za koji se mislilo da će dostići. Nažalost, Musique razočarava upravo na takav način. Izvedbe i materijal općenito su čvršći i dinamičniji od prethodnih uradaka, ali čudno skandiranje sporednog pjevača Raymonda Rohonyija manje je očaravajuće od  "ljepotica i zvijer" death metal growla koji se pojavljivao na ranijim albumima. Izgleda da se Liv Kristine Espenæs ugodno osjeća pjevajući svoje anđeoske vokalne dionice, a gitarist Frank Claussen, klavijaturist Lorentz Aspen i bubnjar Hein Frode Hansen također sviraju solidno. Musique se, u usporedbi s ostatkom opusa Theatre of Tragedyja, čini pomalo razjedinjenim, gotovo besciljnim te sugerira da se ova pionirska skupina koja nailazi na mnoge poteškoće možda nikad neće naći na istaknutom položaju svojeg mikrožanra."

## Osoblje
| Theatre of Tragedy - Liv Kristine Espenæs – vokali - Raymond I. Rohonyi – vokali, programiranje - Frank Claussen – gitara - Lorentz Aspen – sintesajzer - Hein Frode Hansen – bubnjevi Dodatni glazbenici - Erik Andre Rydningen – bubnjevi - Erik Ljunggren – glazbeni uzorci, produkcija, snimanje, programiranje | Ostalo osoblje - Björn Engelmann – mastering - Ulf W.Ø. Holand – snimanje, miksanje - Clarissa Jordan – ilustracija - Jon Marius Åreskjold – miksanje (skladbe "The New Man"), snimanje |